# Нижнемедведицкий сельсовет
Нижнемедве́дицкий сельсовет — муниципальное образование со статусом сельского поселения в Курском районе Курской области Российской Федерации.
Административный центр — деревня Верхняя Медведица.

## История
Статус и границы сельсовета установлены Законом Курской области от 21 октября 2004 года № 48-ЗКО «О муниципальных образованиях Курской области».
Законом Курской области от 26 апреля 2010 года № 26-ЗКО в состав сельсовета включены населённые пункты упразднённого Шемякинского сельсовета.

## Население
| 2002  | 2010  | 2012  | 2013  | 2014  | 2015  | 2016  |
| ----- | ----- | ----- | ----- | ----- | ----- | ----- |
| 2253  | ↗2700 | ↘2582 | ↗2649 | ↗2791 | ↗3359 | ↘3300 |
| 2017  | 2018  | 2019  | 2020  | 2021  |       |       |
| ↗3317 | ↘3274 | ↘3261 | ↗3299 | ↘2677 |       |       |

## Состав сельского поселения
| №  | Населённый пункт     | Тип населённого пункта          | Население |
| -- | -------------------- | ------------------------------- | --------- |
| 1  | 1-е Шемякино         | село                            | ↘125      |
| 2  | 2-е Шемякино         | деревня                         | ↘140      |
| 3  | 2-я Нижняя Медведица | деревня                         | ↘102      |
| 4  | Верхняя Заболоть     | деревня                         | ↘28       |
| 5  | Верхняя Медведица    | деревня, административный центр | ↘552      |
| 6  | Журавлин             | хутор                           | ↗58       |
| 7  | Ивановка             | деревня                         | ↘42       |
| 8  | Касиновский          | посёлок                         | ↘629      |
| 9  | Конево               | хутор                           | ↗64       |
| 10 | Курица               | деревня                         | ↗135      |
| 11 | Нижняя Заболоть      | деревня                         | ↘116      |
| 12 | Нижняя Медведица     | деревня                         | ↘66       |
| 13 | Пашино               | деревня                         | ↗35       |
| 14 | Сотниково            | деревня                         | ↘20       |
| 15 | Татаренкова          | деревня                         | ↘492      |
| 16 | Хмелевая             | деревня                         | ↘96       |

### Упразднённые населённые пункты
Согласно Закону Курской области от 10 июня 2014 года посёлок Северный вошёл в состав города Курск.